# Pterorthochaetes mallicoloi
Pterorthochaetes mallicoloi är en skalbaggsart som beskrevs av Renaud Maurice Adrien Paulian 1968. Pterorthochaetes mallicoloi ingår i släktet Pterorthochaetes och familjen Hybosoridae. Inga underarter finns listade i Catalogue of Life.